# Adelphagrotis washingtoniensis
Adelphagrotis washingtoniensis är en fjärilsart som beskrevs av Augustus Radcliffe Grote 1881. Adelphagrotis washingtoniensis ingår i släktet Adelphagrotis och familjen nattflyn. Inga underarter finns listade i Catalogue of Life.